# 尼亚尔绍帕特
尼亚尔绍帕特，是匈牙利佩斯州所辖的一个村。总面积54.03平方公里，总人口1884，人口密度34.9人/平方公里（2011年1月1日）。